# Língua asturiana

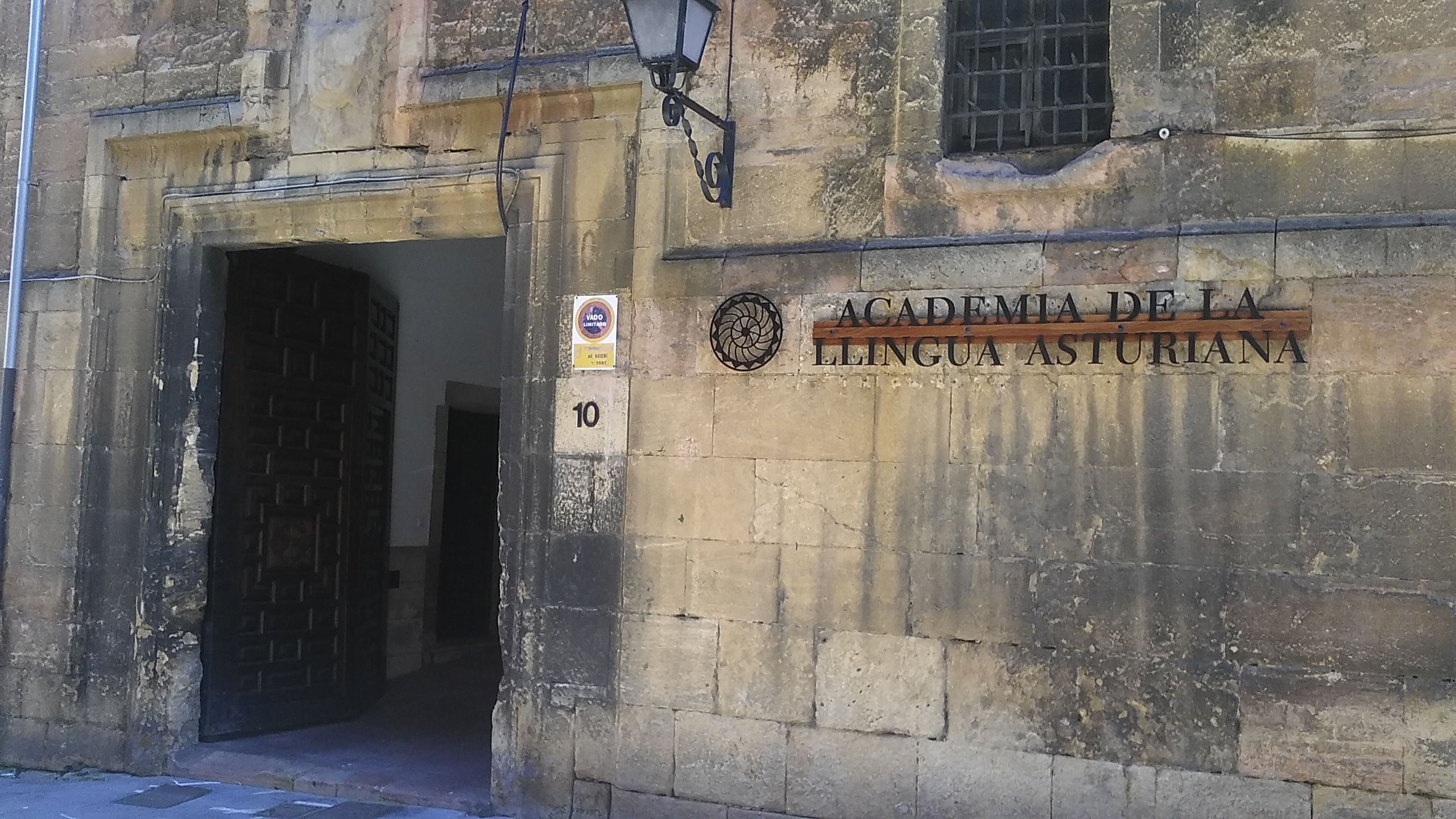
Sede da Academia da Língua Asturiana em Oviedo

O asturiano (endónimo: asturianu; [IPA: astuˈɾjanu]), antigamente também conhecido como bable ([ˈbaβle]), é uma língua indo-europeia pertencente ao ramo das línguas românicas. É o glossónimo utilizado para fazer referência à língua pertencente ao diassistema asturo-leonês falada no Principado das Astúrias. Com cerca de cem mil falantes nativos, e outros 450 mil que o usam como segunda língua,  está baseada — por razões históricas e linguísticas — nos dialetos centrais asturianos. Possui uma gramática, dicionário e ortografia próprias e é regulado pela Academia da Língua Asturiana.
Existem três variedades dialectais dentro das Astúrias — oriental, central e ocidental, esta última partilhada com a região leonesa, onde se conhece como leonês. Não possui caráter oficial, mas está protegida sob o Estatuto de Autonomia e é de inclusão opcional no currículo escolar daquela comunidade. No século X o centro da Reconquista  se deslocou das Astúrias para Leão e à medida que a reconquista se deslocava para o sul o asturiano se distanciava da língua da corte, o leonês, que alcançou alto grau de codificação. O ramo mais meridional do asturiano-leonês é o extremenho (castúo). Na literatura filológica fala-se do asturiano como dialecto do leonês.

## Caracterização linguística
O asturiano é uma das variedades asturo-leonesas, que por sua vez fazem parte das línguas ibero-romances, portanto tipologica e filogeneticamente mais próxima ao galego-português, castelhano e, em menor medida, ao navarro-aragonês. Tipologicamente é uma língua flexiva aglutinante, de núcleo inicial e marcação do complemento cuja ordem básica é sujeito-verbo-objeto (orações declarativas sem tematização).

### Fonologia
(Transcrição feita segundo normas do alfabeto fonético internacional)

#### Vogais
O sistema vocálico asturiano faz a distinção entre cinco fonemas, divididos em três graus de abertura (altas, médias e baixas) e três pontos de articulação (anterior, central e posterior).
|                                      | anteriores (paleatais) | centrais | posteriores (velais) |
| ------------------------------------ | ---------------------- | -------- | -------------------- |
| vogais fechadas (de abertura mínima) | i                      |          | u                    |
| vogais médias (de abertura média)    | e                      | o        |                      |
| vogais abertas (de abertura máxima)  |                        | a        |                      |

#### Consoantes
|            |              | labiais | dentais | alveolares | palatais | velais |
| ---------- | ------------ | ------- | ------- | ---------- | -------- | ------ |
| oclusivas  | vozeadas     | p       | t       | t          | tʃ       | k      |
| oclusivas  | não vozeadas | b       | d       | d          | ʝ        | g      |
| fricativas | fricativas   | f       | θ       | s          | ʃ        |        |
| nasais     | nasais       | m       |         | n          | ɲ        |        |
| laterais   | laterais     |         |         | l          | ʎ        |        |
| vibrantes  | vibrantes    |         |         | r / ɾ      | -        |        |

Notas:
/n/ pronuncia-se [ŋ] em posição de coda.
/g/ costuma pronunciar-se como fricativa sonora inclusive no início de uma palavra.

### Sistema de escrita
O uso do alfabeto latino persiste desde os primeiros textos escritos em asturiano. Em 1981, a Academia da Língua Asturiana criou um conjunto de normas que regem a sua escrita. No entanto, um padrão distinto é utilizado na Terra de Miranda.

#### Ordem alfabética e valor dos grafemas
| Maiúscula | A | B  | C     | D  | E | F   | G   | H     | I | L   | M   | N   | Ñ   | O | P  | R    | S   | T  | U | V   | X  | Y  | Z    |
| Minúscula | a | b  | c     | d  | e | f   | g   | h     | i | l   | m   | n   | ñ   | o | p  | r    | s   | t  | u | v   | x  | y  | z    |
| Nome      | a | be | ce    | de | e | efe | gue | hache | i | ele | eme | ene | eñe | o | pe | erre | ese | te | u | uve | xe | ye | zeda |
| Fonema    | a | b  | θ / k | d  | e | f   | g   | -     | i | l   | m   | n   | ɲ   | o | p  | ɾ/r  | s   | t  | u | b   | ʃ  | ʝ  | θ    |

#### Dígrafos
Alguns fonemas representam-se através de um dígrafo.
| Maiúscula | CH  | GU + E I | LL   | QU + E I | RR (entre vogais) |
| Minúscula | ch  | gu + e i | ll   | qu + e i | rr (entre vogais) |
| Nome      | che | -        | elle | cu       | erre doble        |
| Fonema    | t͡ʃ  | g        | ʎ~ʝ  | k        | r                 |

#### Grafias dialectais
Existem grafias especiais para a representação de alófonos empregues nalgumas variedades:
- O dígrafo ḷḷ (ḷḷ vaqueira ou ch vaqueira) emprega-se para a representação de sons considerados como variantes do fonema /ʎ/, principalmente nos dialetos ocidentais (ḷḷingua), por exemplo.

- O dígrafo ts emprega-se para a representação do som [t͡s] (distinto do anterior), que aparece em palavras onde o resto do asturiano usa -ch-/-it-, verificando-se nos concelhos de Quirós e Teberga (otso, cutsu).

- O dígrafo yy emprega-se para a representação do som [kʲ], em zonas isoladas do ocidente, que se corresponde por um lado ao -y- do resto do domínio (ou -ch-), e por outro, ao ll-/ḷḷ-/ch- inicial (muyyer, fiyyu; yyegar).

- O grafema ḥ (hache aspirada) representa o fonema /h/, especialmente nas zonas do asturiano oriental onde se aspira o f- latino: (ḥaba). Também aparece nalgumas palabras como guaḥe e ḥispiar e pode ser empregue em vários empréstimos como no caso da palavra ḥoquei. É permitida a sua substituição por h. e l.l devido à dificuldade da sua inclusão em textos nos vários dispositivos digitais.

#### Outros grafemas
Podem ser utilizadas as letras j (jota), k (capa) e w (dâblio) para a representação de sons originários de outras línguas, principalmente do castelhano e inglês, apesar de não formarem parte do alfabeto asturiano. Exemplo: Jalisco, Kuwait.

#### Sinais de pontuação
A língua asturiana dispõe dos seguintes sinais de pontuação:
- O acento agudo (´ ) por cima de uma vogal indica nalguns casos a sílaba tónica (exemplo: daqué, llambión, escocés, móvil, pláganu). Também é empregue para a diferenciação de monossílabos homónimos: pá (substantivo = padre) / pa (preposição).
- O apóstrofo ( ' ) entre duas letras indica que se perdeu um som entre elas: abrió'l caxón (en vez de *abrió el caxón).
- O trema ( ¨ ) é aplicado na vogal u quando é necessário que seja lida numa sequência güe, güi: güelu, llingüística.
- O hífen (-) usa-se após um pronome pessoal -y (contesta-y), nas palavras compostas (político-relixosu) e noutros casos específicos.
- O travessão (—) usa-se principalmente na transcrição de textos dialogados para indicar que toma a palavra um personagem:

— ¿Qué hora ye? — Les dos y cuartu.
- Os sinais de interrogação ( ¿? ), colocados no início e final de uma frase interrogativa direta ( ¿Ú ta Xuan? ).
- Os sinais de exclamação ( ¡! ), colocados no início e final de uma frase exclamativa ( ¡Qué llambión ye! ).
- A vírgula (,).
- O ponto final (.)
- O ponto e vírgula (;).
- Os dois pontos (:).
- As reticências (…).
- Os parênteses ( )
- As aspas ( "" ou «» ).

### Gramática
A gramática asturiana é semelhante à de outras línguas românicas, no entanto caracteriza-se pela conservação do género neutro.

## Dialetos

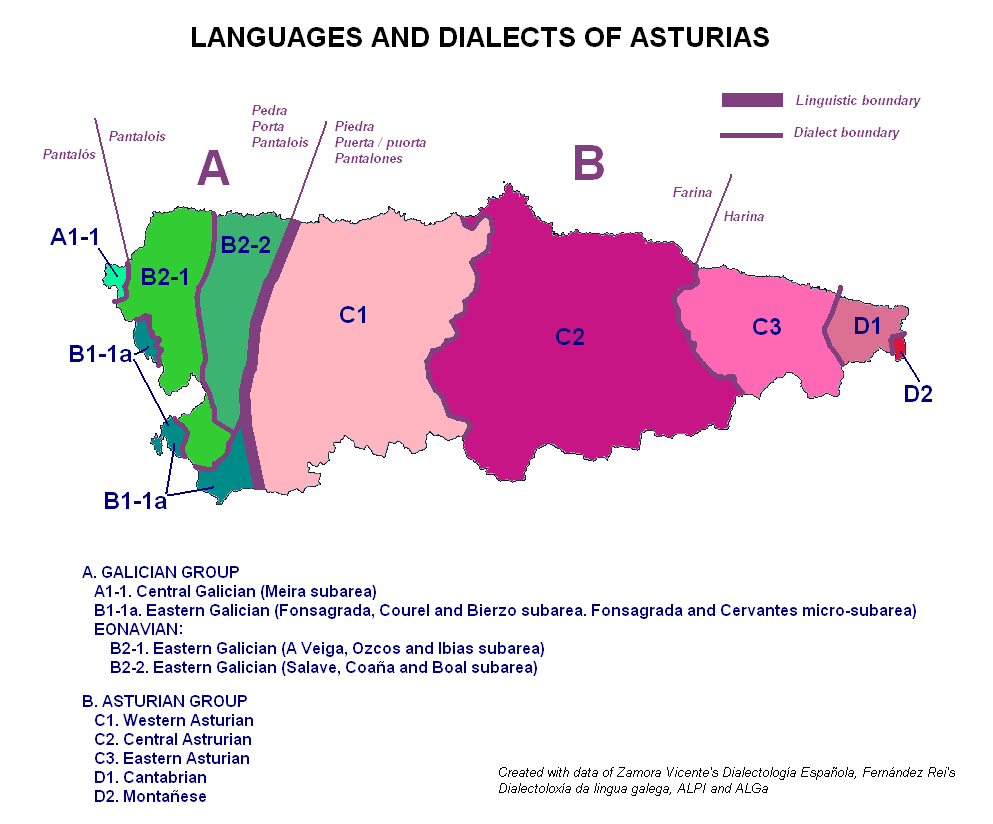
Isoglossas em território asturiano.

O asturiano divide-se em três subdialetos:
- O asturiano ocidental, denominado também leonês, compreende as áreas entre os rios Návia e Nalón, estendendo-se pelas províncias de Leão e Samora. A sua característica mais marcante é a pronúncia, nas comarcas da zona de Laciana, da fricativa surda ts no lugar da lateral palatal sonora ll; por exemplo, tsíngua ao invés de llíngua "língua". Igualmente, no dialeto ocidental a ditongação de o em /ou/ e de e em /ei/ começa com as línguas romances do norte da Espanha e percorre toda a faixa ocidental até o galego e o português.
- O asturiano central, segundo o qual se padronizou a língua, é limitada pela foz dos rios Nalón e Sella, abrangendo o norte da província de Leão.
- O asturiano oriental, falado para lá do Rio Sella, em Llanes e Cabrales.

### Comparação dialectal

#### Comparação de textos entre variedades dialectais e outras línguas
|                          | Localização           | Bloco linguístico                                       | Texto |
| ------------------------ | --------------------- | ------------------------------------------------------- | --- |
| Dialetos asturo-leoneses |                       |                                                         | |
| Fala de Carreño          | Astúrias              | Central                                                 | Tolos seres humanos nacen llibres y iguales en dignidá y drechos y, pola mor de la razón y la conciencia de so, han comportase fraternalmente los unos colos otros.             |
| Fala de Somiedo          | Astúrias              | Ocidental                                               | Tódolos seres humanos nacen ḷḷibres ya iguales en dignidá ya dreitos ya, dotaos cumo tán de razón ya conciencia, han portase fraternalmente los unos conos outros.              |
| Paḷḷuezu                 | Leão                  | Ocidental                                               | Tódolos seres humanos nacen ḷḷibres ya iguales en dignidá ya dreitos ya, dotaos cumo tán de razón ya conciencia, han portase fraternalmente los unos conos outros.              |
| Cabreirês                | Leão                  | Ocidental                                               | Tódolos seres humanos ñacen llibres y iguales en dignidá y dreitos y, dotaos cumo están de razón y concéncia, han portase fraternalmente los unos pa coños outros.              |
| Mirandês                 | Trás-os-Montes        | Ocidental                                               | Todos ls seres houmanos nácen lhibres i eiguales an denidade i an dreitos. Custuituídos de rezon i de cuncéncia, dében portar-se uns culs outros an sprito de armandade.        |
| Falas de transição       |                       |                                                         | |
| Estremenho               | Estremadura Salamanca | Falas de transição entre o asturo-leonês e o castelhano | Tolos hombris nacin libris i egualis en digniá i derechus i, comu gastan razón i concéncia, ebin comportal-se comu hermanus los unus conos otrus.                               |
| Cântabro ou montanhês    | Cantábria             | Falas de transição entre o asturo-leonês e o castelhano | Tolos seris humanos nacin libris y eguales en dignidá y drechos y, dotaos comu están de razón y conciencia, tién de comportase comu hermanos los unos conos otros.              |
| Outras línguas romances  |                       |                                                         | |
| Português                | Portugal              | Português                                               | Todos os seres humanos nascem livres e iguais em dignidade e em direitos. Dotados de razão e de consciência, devem agir uns para com os outros em espírito de fraternidade.     |
| Galego                   | Galiza                | Galego                                                  | Todos os/tódolos seres humanos nacen ceibes e iguais en dignidade e dereitos e, dotados como están de senso e consciencia, deben de se comportar fraternalmente uns cos outros. |
| Castelhano               | Castela               | Castelhano                                              | Todos los seres humanos nacen libres e iguales en dignidad y derechos y, dotados como están de razón y conciencia, deben comportarse fraternalmente los unos con los otros.     |

| Pai Nosso | Pai Nosso | Pai Nosso | Pai Nosso | Pai Nosso |
| Asturiano ocidental | Asturiano central | Asturiano oriental | Galego | Latim |
| --- | --- | --- | --- | --- |
| Pá nuesu que tas nel cielu, santificáu seya'l to nome. Amiye'l to reinu, fágase la to voluntá, lo mesmo na tierra que'n cielu. El nuesu pan de tolos díes dánoslu güei ya perdónanos les nueses ofenses, lo mesmo que nós facemos colos que nos faltaron. Nun nos dexes cayer na tentación, ya llíbranos del mal. Amén. | Padre nuesu que tas en cielu, santificáu seya'l to nome. Amiye'l to reinu, fáigase la to voluntá lo mesmo na tierra qu'en cielu. El nuesu pan de tolos díes dánoslo güei y perdónamos les nueses ofenses lo mesmo que nós facemos colos que mos faltaren. Y nun mos dexes cayer na tentación, y llíbramos del mal. Amén. | Padre nuestru que tas en cielu, santificáu seya´l tu nome. Amiye´l tu reinu, ḥágase la tu voluntá lu mesmu ena tierra qu´en cielu. El nuestru pan de tolus días dánuslu güei y perdónanus las nuestras tentaciones lu mesmu que nosotros ḥacemus colus que nus faltaren. Y nun nus dexes cayer ena tentación, y líbranus del mal. Amén. | Noso Pai que estás no ceo: santificado sexa o teu nome, veña a nós o teu reino e fágase a túa vontade aquí na terra coma no ceo. O noso pan de cada día dánolo hoxe; e perdóanos as nosas ofensas como tamén perdoamos nós a quen nos ten ofendido; e non nos deixes caer na tentación, mais líbranos do mal. Amén. | Pater noster, qui es in caelis, Sanctificetur nomen tuum. Adveniat regnum tuum. Fiat voluntas tua, Sicut in caelo et in terra. Panem nostrum quotidianum da nobis hodie. Et dimitte nobis debita nostra, Sicut et nos dimittimus debitoribus nostris. Et ne nos inducas in tentationem: Sed libera nos a malo. Amen |

#### Comparação de acordo com o questionário ALPI[16]
| Pergunta pág.  | 305 Navelgas (Tineu)     | 309 Villanueva (Teberga) | 313 Llantones (Castrillón) | 315 Felechosa (Ayer) | 329 Folledo (Leão)     | 321 Los Carriles (Llanes) |
| -------------- | ------------------------ | ------------------------ | -------------------------- | -------------------- | ---------------------- | ------------------------- |
| olho 5         | güeyu ['weʝu]            | güechu ['wetʃu]          | güeyu ['weʝu]              | güiyu ['wiʝü]        | güetyu ['wetʈʝu]       | 'oyu [oʝu]                |
| orelha 5       | ureya [u'rea]            | uretʃa [u'retʃa]         | oreya [o'reʝa]             | oreya [o'reʝa]       | oreye [o'reʝe]         | oreíya [ore’iʝa]          |
| ouvido 5       | ouyíu [ou'ʝju]           | ouidu [ou’iδu]           | oyidu [o’ʝiδu]             | oyíu [oʝ'iu]         | uyíu [u'ʝju]           | oídu [o'iδu]              |
| égua 6         | yeugua ['ʝeugwa]         | yeugua ['ʝeugwa]         | yegua ['ʝegwa]             | yegua ['ʝegwa]       | yegua ['ʝegwa]         | yegua ['ʝegwa]            |
| eixo 6         | el eis ['eis]            | l'exe [l'exe]            | la eixa [la 'eiʃa]         | el exe ['eʃe]        | el exi ['eʃi]          | la exa [la 'eʃa]          |
| lobo 7         | tsobu 'ʈsobu]            | tsobu ['ʈsobu]           | llobu ['λobu]              | tsu ['ʈsu]           | tsobu ['ʈsobu]         | llobu ['λobu]             |
| nó 7           | noyu ['noʝu]             | nodiu ['noδju]           | nuedu ['nweδu]             | nuibu ['nuibü]       | nuedu ['nueδu]         | nudu ['nuδu]              |
| leite 7        | tseiti ['ʈseiti]         | tseichi ['tseitʃi]       | llechi ['λetʃi]            | tsetse [ʈsetsi]      | tseichi ['tseitʃi]     | lleche ['λetʃe]           |
| ponte 9        | ponti ['ponti]           | ponti ['ponti]           | puenti ['puenti]           | una ponte ['ponte]   | puenti ['puenti]       | puente ['puente]          |
| chover 9       | chover ['tʃo’beR]        | tsover ['tso’beR]        | llover ['λobeR]            | yover ['yobeR]       | tyover ['ʈʝobeR]       | llover ['λobeR]           |
| chama 8        | chama ['tʃama]           | tsaparada [tsapa'rada]   | llama ['λama]              | yama ['ʝama]         | tyama ['ʈʝama]         | llaparada [λapa'rada]     |
| neve 9         | nievi [njebi]            | nievi [njebi]            | ñevi [ɲebi]                | nieve [njebe]        | nievi [njebi]          | nieve [njebe]             |
| uma colher 11  | una cuyar ['kuʝaR]       | cuchare [ku’tʃare]       | cuyar [ku'ʝaR]             | cuyar [ku'ʝaR]       | cutyar [ku'ʈʝaR]       | un cuchar [un cu’tʃar]    |
| vespa13        | gueiespa [gei'espa]      | abiespa [a’bjespa]       | abiéspera [a’bjespera]     | biéspra ['bjespRa]   | yespra ['ʝespRa]       | abiéspara [a’bjespara]    |
| bailar 14 y 27 | beitsar [bei’tsaR]       | beitsar [bei’tsaR]       | bailar [bai’laR]           | baitsaR [bai’tsaR]   | baitsar [bai’tsaR]     | baillar [bai’λaR]         |
| mulher 15      | muyer [mu’ʝeR]           | mucher [mu’tʃeR]         | muyer [mu’ʝeR]             | muyer [mu’ʝeR]       | mutyer [mu’ʈʝeR]       | muyer [mu’ʝeR]            |
| farinha 22     | farina [fa’rina]         | Farina [fa’rina]         | fariña [fa’riɲa]           | fariña [fa’riɲa]     | varina [va’rina]       | h.arina [ha’rina]         |
| tudo 22        | todu [toðu]              | tou [tou]                | todo [toðo]                | too ['to:]           | too ['to:]             | tou [tou]                 |
| trouxeram 22   | trouxienun [tRou’ʃienun] | trouxierun [tRou’ʃierun] | trixeron [tRi'ʃeron]       | trixoren [tRi'ʃoren] | trouxorin [tRou'ʃorin] | trayeron [tra'ʝeron]      |
| foram23        | fonun ['fonun]           | fuerun... ['fuerun]      | fueron ['fueron]           | foren ['foren]       | vorin ['vorin]         | h.oron ['h.oron]          |
| assobiar16     | xiplar [ʃi'plar]         | xiblar [ʃi'blar]         | xiblar [ʃj'blar]           | xieblar [ʃje'blar]   | xiblar [ʃi'blar]       | chiflar [tʃi'flar]        |
| louro17        | xoreiru [ʃo’reiru]       | tsaurel [tsau’rel]       | lloreu [λo’reu]            | laurel [lau’rel]     | laurel [lau’rel]       | lloru [λo’ru]             |

## Alfabetização
De acordo com a Lei 1/1998, de 23 de março de 1998, de uso e promoção do bable/asturiano no exercício de suas competências, o Principado de Astúrias garantirá o ensino do bable/asturiano em todos os níveis e graus, respeitando não obstante a vontade de sua aprendizagem. Em todo caso, o bable/asturiano deverá ser inserido dentro do horário escolar e será considerado como matéria integrante do currículo. Em outras palavras, é voluntário para o alunos estudá-la, mas é obrigatório para a escola oferecê-la.